# Sarbjit
Sarbjit est un film indien sorti en 2016, réalisé par Omung Kumar. Le film a été diffusé en avant-première au Festival de Cannes 2016.

## Synopsis
Sarabjit Singh est un indien condamné à mort par la Cour suprême du Pakistan en 1991 et qui a passé 22 ans en prison pour terrorisme et espionnage.

## Distribution
- Aishwarya Rai Bachchan : Dalbir Kaur
- Randeep Hooda : Sarabjit Singh
- Richa Chadda : Sukhpreet Kaur
- Darshan Kumar : Awais Sheikh